# Leopardstown
Leopardstown (irl. Baile na Lobhar) – dzielnica Dublina w hrabstwie Dún Laoghaire-Rathdown w Irlandii. Jest położona u podnóża gór Wicklow. Leopardstown jest przedzielony autostradą M50. Znajduje się tutaj konny tor wyścigowy Leopardstown Racecourse.